# 勒博斯克
勒博斯克（法語：Le Bosc，法語發音：[lə bɔsk]）是法国埃罗省的一个市镇，位于该省中北部，属于洛代沃区。

## 地理
勒博斯克（43°42'26"N, 3°23'44"E）面积28.13 平方千米，位于法国奧克西塔尼大區埃罗省，该省份为法国南部沿海省份，南濒地中海，西南接奥德省，西北接塔恩省和阿韦龙省，东北与加尔省接壤。
与勒博斯克接壤的市镇（或旧市镇、城区）包括：塞勒、塞拉、克莱蒙莱罗、拉科斯特、洛代沃、勒皮埃克、圣吉罗、圣让-德拉布拉基耶尔、圣普里瓦、苏蒙、于斯克拉斯-迪博斯克。

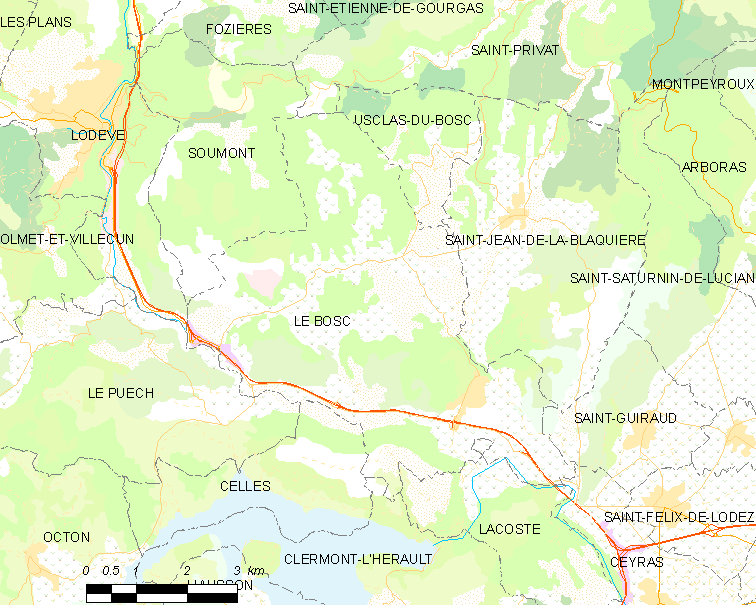
勒博斯克的OSM定位图

勒博斯克的时区为UTC+01:00、UTC+02:00（夏令时）。

## 行政
勒博斯克的邮政编码为34700，INSEE市镇编码为34036。

## 政治
勒博斯克所属的省级选区为洛代沃县。

## 人口

1962-2008年间勒博斯克人口变化图示

勒博斯克于2022年1月1日时的人口数量为1406人。